# アーサー・ビーチャー・カールス
アーサー・ビーチャー・カールス（英語: Arthur Beecher Carles, 1882年3月9日 - 1952年6月18日）は、アメリカ合衆国の画家である。パリで新しい美術を学び、教師となったフィラデルフィアのペンシルベニア美術アカデミーの学生らに影響を与えた。

## 略歴
フィラデルフィアで生まれた。1900年から1907年の間、ペンシルベニア美術アカデミーでトマス・アンシュッツやヒュー・ヘンリー・ブレッケンリッジ、ヘンリー・ベインブリッジ・マッカーター、セシリア・ボー、ウィリアム・メリット・チェイスといった画家から美術を学んだ。1907年にパリに渡り、パリではポール・セザンヌやアンリ・マティスといった画家の新しい美術に心酔し、このころパリに滞在していたジョン・マリン(1870-1953)やエドワード・スタイケン(1879-1973)といったアメリカの芸術家たちと友人になった。1908年のサロン・ドートンヌに 6点の風景画を出展した。
1910年に一旦帰国した後、1912年に再びパリに渡り、パリのサロン・ドートンヌに作品を出展した。帰国後、1913年にニューヨークなどで開かれた大規模な国際美術展、アーモリーショーに作品を出展した。1917年から1925年の間、ペンシルベニア美術アカデミーで教鞭をとり、その後は個人美術教師として活動した。1930年代に、ノーマン・カートン(Norman Carton: 1908-1980)を含む多くの学生を指導した。晩年はアルコール依存症になり、1941年12月の脳卒中のためその後は患い、1952年に亡くなるまで障害者が残ることになった。1952年にフィラデルフィアで没した。 1953年にペンシルベニア美術アカデミーで回顧展が開かれ、1959年にもニューヨークのグラハム画廊で回顧展が開かれた。
娘のメルセデス(Mercedes Matter née Carles;1913–2001)は画家になり、写真家でグラフィック・デザイナーのハーバート・マター(Herbert Matter: 1907-1984)と結婚した。
2000年に発表された美術史家のBarbara Ann Boese Wolaninの論文でカールスのフィラデルフィアの美術界での役割を高く評価した。

## 作品

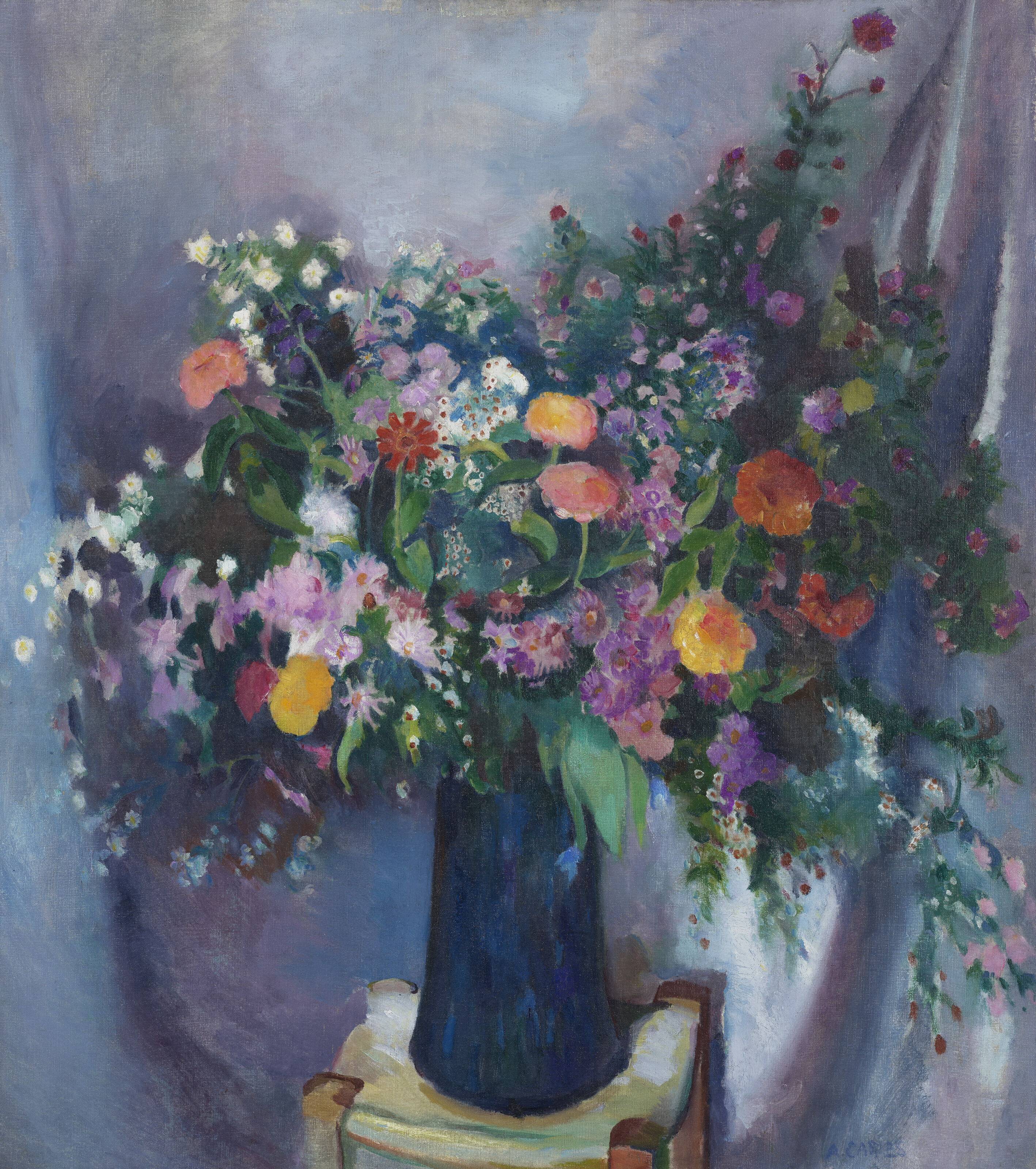
ヒャクニチソウとアスター (c.1915)
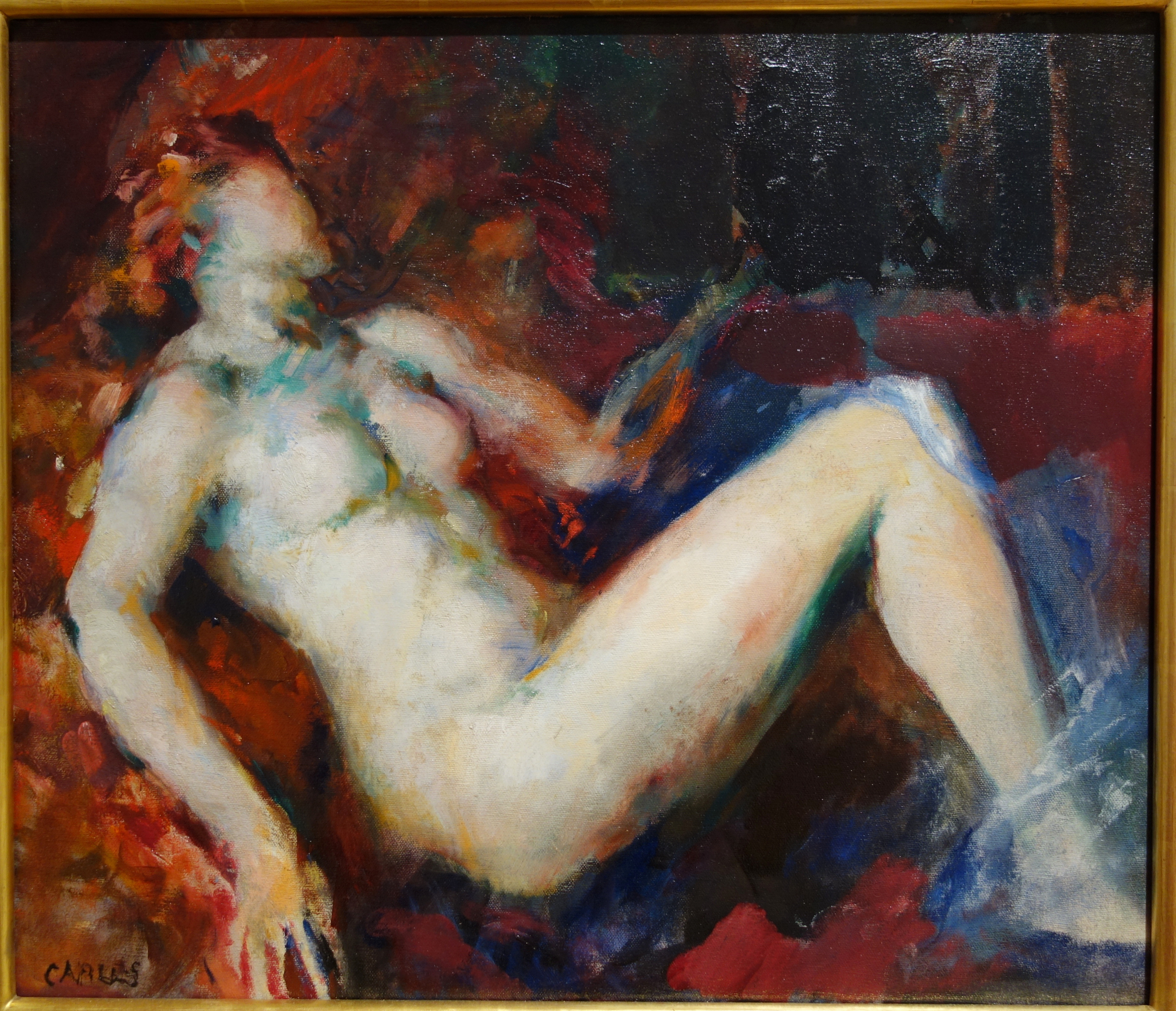
横たわるヌード New Britain Museum of American Art